# Гармата (конфігурація клітинного автомата)

Планерна гармата Госпера з гри «Життя» стріляє планерами

Гармата (англ. Gun) — клас змін клітинного автомата (зокрема, гри «Життя» Конвея), в яких основна частина циклічно повторюється, як у осциляторів, а також періодично створює космічні кораблі, які віддаляються від гармати. Гармата має два періоди: період створення космічних кораблів та період повторення станів гармати. Якщо період гармати більший від періоду створення космічних кораблів, то гарматау називають псевдоперіодичною (англ. pseudo-period).

Гармата та «антигармата» з «Дня і ночі», модифікації гри «Життя». У «Дні та ночі» живі та мертві клітини відіграють симетричну роль, тому «антигарматою» називають гармату з мертвих клітин, яка створює мертві космічні кораблі, що рухаються серед поля живих клітин.

Один зі станів планерної гармати Госпера — першої знайденої гармати в грі «Життя»

У грі «Життя» можна побудувати гармату, яка створює планери з будь-яким періодом, більшим або рівним 14. Оскільки гармати збільшують кількість заповнених клітинок, вони є прикладом скінченних конфігурацій, які з часом досягають як завгодно великої кількості клітин. Конвей вважав це неможливим і запропонував премію $50 за доведення існування або неіснування подібної конфігурації.

## Планерна гармата Госпера
Першу гармату побудував Білл Ґоспер 1970 року, за що отримав премію від Конвея. Ця гармата створює планери з періодом 14, її часто називають планерною гарматою Госпера (англ. Gosper glider gun). Відкриття цієї гармати привело Конвея до доведення повноти «Життя» за Тюрінгом.
Протягом багатьох років ця гармата залишалася найменшою у грі «Життя» за кількістю клітин, хоча для інших наборів правил відомі менші гармати. Однак 2015 року знайдено гармату, яка створює космічні кораблі з періодом 120 і має менше клітин, але більший радіус, ніж планерна гармата Госпера.